# Международный благотворительный фонд П. И. Чайковского
Международный благотворительный фонд П. И. Чайковского — некоммерческая благотворительная организация, действующая в России, был основан 26 февраля 2006 года. Фонд реализует проекты в области культуры, искусства и образования, ведет просветительскую работу.

## Сфера деятельности
Основное направление — поддержка издательских проектов Фонда, направленных на пропаганду отечественной музыкальной классики и прежде всего — творчества П. И. Чайковского. При поддержке Фонда увидели свет более полусотни сочинений великого русского композитора, а также новые книги о его жизни и творчестве, изданные в разные годы в издательствах «Музыка», «П.Юргенсон» и «Гамма-Пресс».
Другое направление деятельности — проект по безвозмездному обеспечению музыкальной литературой учебных заведений России «Музыка детям».
В 2015 году по инициативе и при поддержке Фонда были сооружены памятники Дмитрию Шостаковичу в Москве и Альберту Эйнштейну в Иерусалиме. Готовится к осуществлению проект установки в Москве памятника выдающемуся русскому писателю и драматургу Михаилу Булгакову.

## Руководство и участники
Президент фонда — Марк Зильберквит
Исполнительный директор Фонда — Анна Сафонова
В Совет Международного благотворительного фонда П. И. Чайковского входят известные представители российской культуры: Ирина Антонова, Денис Мацуев, Владимир Спиваков, Михаил Федотов. Все проекты Фонда по-своему уникальны и отвечают его главной цели — сохранению мировых и отечественных культурных ценностей и традиций. Попечительский совет: Юрий Башмет, Виктор Ерофеев, Михаил Плетнёв, Владимир Федосеев.